# Kylpylä
Kylpylä (en français : Spa) est le quartier numéro 3 et une zone statistique de Lappeenranta en Finlande.

## Présentation
Le quartier est en bordure de la baie Kaupunginlahti du port de Lappeenranta.
Il doit son nom au spa qu'il abrite,.